# Gunabhadra (pisarz dżinijski)
Gunabhadra – hinduski, dżinijski pisarz religijny z IV wieku. Był współautorem, wraz z Dżinaseną, długiego poematu o historii świata według dżinizmu wraz z biografiami mnichów dżinijskich. Dzieło to nazywane jest Mahapuraną.